# Quyền LGBT ở Afghanistan
Quyền đồng tính nữ, đồng tính nam, song tính, chuyển giới (tiếng Dari: ???; tiếng Pashtun: ہم جنس پرست، ہم جنس پرست، غیرقانوني او ترانسپینجر) ở Afghanistan phải đối mặt với những thách thức pháp lý mà những người không phải LGBT không gặp phải.

## Thái độ xã hội
Dân số Afghanistan có hơn 99% là người Hồi giáo và đất nước Hiến pháp quy định rằng Hồi giáo sẽ là tôn giáo chính thức. Đồng tính luyến ái và mặc quần áo được xem rộng rãi là những hoạt động cấm kỵ và không đứng đắn, do quan điểm Hồi giáo truyền thống liên quan đến vai trò giới và hành vi tình dục phù hợp.
Khi được thảo luận công khai, đồng tính luyến ái thường được liên kết với mại dâm và ấu dâm và mức độ nhận thức về xu hướng tình dục hoặc bản sắc giới tính bị hạn chế. Năm 2011, các phóng viên tin tức Afghanistan đã phỏng vấn những người đàn ông có biểu tượng niềm tự hào LGBT trên phương tiện của họ, để tìm ra rằng những người đàn ông không biết ý nghĩa của cờ cầu vồng và nhãn dán, nghĩ rằng đó chỉ là một mốt phương Tây khác, và bắt đầu nhanh chóng gỡ bỏ cầu vồng để tránh bị coi là người LGBT hoặc người ủng hộ quyền LGBT.
Cẩm nang của Thủy quân lục chiến Hoa Kỳ về Văn hóa hoạt động để triển khai nhân sự (tháng 5 năm 2009) nói rằng "hành vi đồng tính luyến ái là tương đối phổ biến, nhưng điều cấm kỵ, ở vùng nông thôn Afghanistan, vì không có cửa hàng nào khác
cho năng lượng tình dục bình thường.[sic]"
Năm 2012, Nemat Sadat, cựu giáo sư khoa học chính trị tại Đại học Mỹ Afghanistan, đã huy động một phong trào LGBT và vào ngày 22 tháng 8 năm 2013, anh trở thành người của công chúng đầu tiên trở thành người đồng tính và chiến dịch vì tự do giới tính và giải phóng tình dục. Sadat được coi là đã phá vỡ những điều cấm kị về mặc quần áo chéo và đồng tính luyến ái ở Afghanistan.

### Thực hành đồng tính luyến ái với con trai
Mặc dù thái độ xã hội tiêu cực và cấm đoán pháp lý, có một hình thức lưỡng tính được thể chế hóa trong văn hóa Afghanistan. Điều này xảy ra khi các cậu bé bị bắt cóc để làm nô lệ tình dục cho những người đàn ông trưởng thành, điển hình là trong một dân quân, hoặc khi một người đàn ông trưởng thành mua ân huệ tình dục từ các chàng trai trẻ bằng tiền hoặc quà tặng. Những hoạt động này được chấp nhận trong văn hóa Afghanistan vì chúng không được coi là biểu hiện của bản sắc LGBT, mà là biểu hiện của sức mạnh và sự thống trị của nam giới, vì cậu bé trong những tình huống này buộc phải đảm nhận vai trò "nữ" trong mối quan hệ.
Các thành viên dân quân nói chung không được tiếp cận với phụ nữ, vì vậy đôi khi các cậu bé bị bắt cóc để bị làm nhục và hãm hiếp bởi những người đàn ông trưởng thành. Những chàng trai khác trở thành gái mại dâm cho đàn ông trưởng thành, bất kể xu hướng tình dục của họ.
Những người đàn ông này đôi khi được gọi là bacha baz trong tiếng Ba Tư và dường như phát triển mạnh ở các thành phố lớn của Afghanistan, có thể do nghèo đói và những điều cấm kị xã hội nghiêm ngặt xung quanh nam và nữ. Một đạo luật đã được ban hành cấm những người lính Afghanistan có "ashna" của họ sống với họ.
Năm 2007, các báo cáo tuyên bố rằng tập tục "bacha Bareesh" (những cậu bé không râu) vẫn còn phổ biến ở các vùng phía bắc Afghanistan. Thực hành này bao gồm các cậu bé tuổi teen mặc quần áo của phụ nữ và tham gia vào các cuộc thi khiêu vũ và tham gia vào các hành vi tình dục.
Do đó, đồng tính luyến ái thường liên quan đến cả lạm dụng tình dục và mại dâm, một quan niệm sai lầm phổ biến đánh lừa hệ thống pháp luật của quốc gia.

## Bảng tóm tắt
| Hoạt động tình dục đồng giới hợp pháp                                                                                       | (Hình phạt: Thi hành án) |
| Độ tuổi đồng ý | No                       |
| Luật chống phân biệt đối xử chỉ trong việc làm                                                                              | No                       |
| Luật chống phân biệt đối xử trong việc cung cấp hàng hóa và dịch vụ                                                         | No                       |
| Luật chống phân biệt đối xử trong tất cả các lĩnh vực khác (bao gồm phân biệt đối xử gián tiếp, ngôn từ kích động thù địch) | No                       |
| Hôn nhân đồng giới | No                       |
| Công nhận các cặp đồng giới                                                                                                 | No                       |
| Con nuôi của các cặp vợ chồng đồng giới                                                                                     | No                       |
| Con nuôi chung của các cặp đồng giới                                                                                        | No                       |
| Người LGBT được phép phục vụ công khai trong quân đội                                                                       | No                       |
| Quyền thay đổi giới tính hợp pháp                                                                                           | No                       |
| Truy cập IVF cho đồng tính nữ                                                                                               | No                       |
| Thay thế thương mại cho các cặp đồng tính nam                                                                               | No                       |
| NQHN được phép hiến máu | No                       |